# 유황계수
유황계수는 연중 10일 이상 지속되는 유량을 연중 355일 이상 지속되는 유량으로 나눈 값이다.
유황계수 = {\displaystyle {\frac {Q_{10}}{Q_{355}}}}
Q10 : 연중 10일 이상 지속되는 유량
Q355 : 연중 355일 이상 지속되는 유량
하상계수처럼 하천의 안정성을 나타내는 지표로 사용된다. 유황계수가 크면 치수와 이수가 곤란하다.

## 참고 문헌
- 이재수 (2018). 《수문학》 2판. 구미서관. 83쪽. ISBN 9788982252914.